# ديفيد وليامز (لاعب كرة قدم)
ديفيد وليامز (بالإنجليزية: David Williams)‏ هو لاعب كرة قدم أسترالي، ولد في 26 أكتوبر 1961. لعب مع نادي ملبورن لكرة القدم.

## وصلات خارجية
- دايفيد وليامز على موقع AustralianFootball.com (الإنجليزية)
- دايفيد وليامز على موقع AFLtables.com (الإنجليزية)